# グランド・ナニロア・ホテル

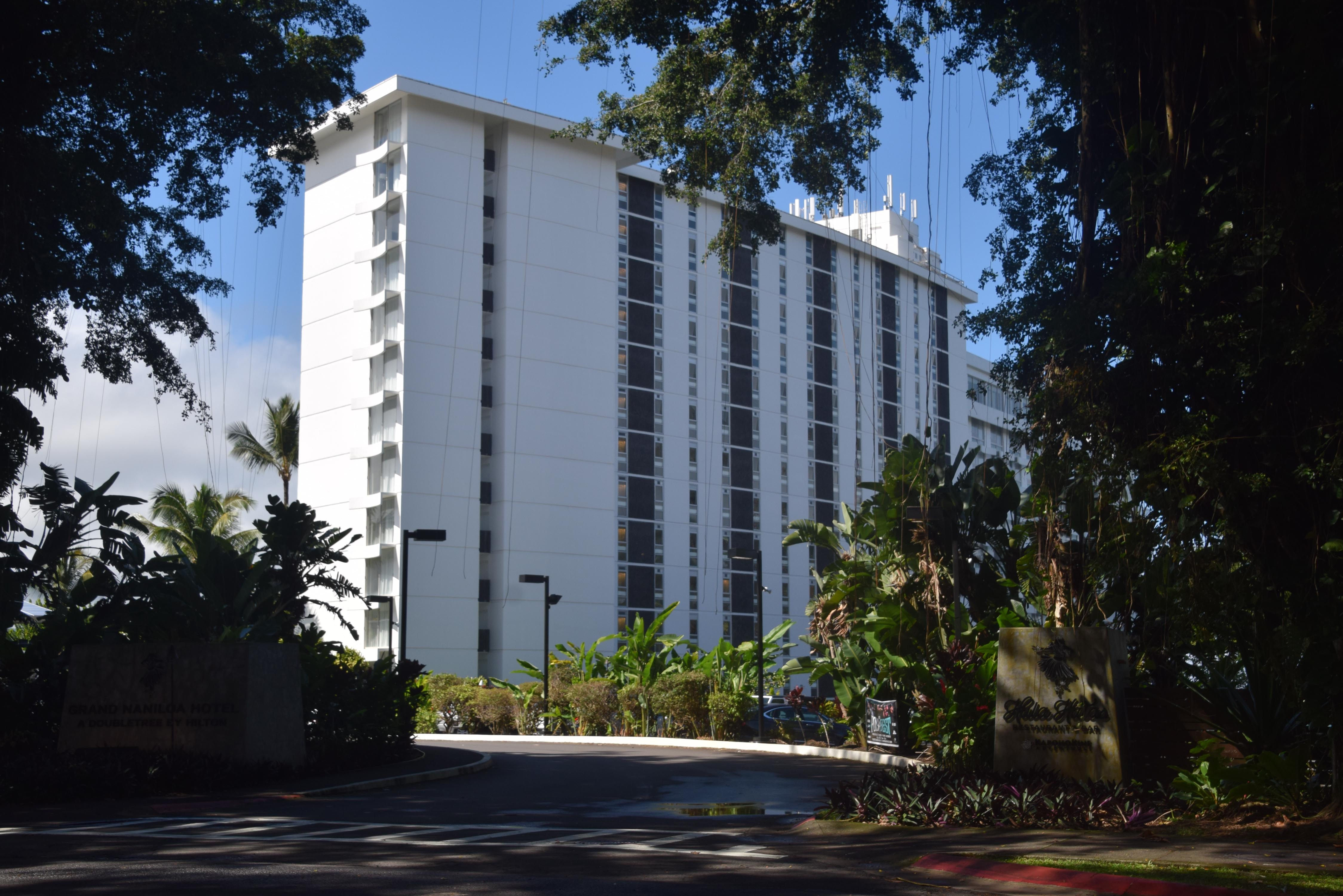
グランド・ナニロア・ホテル - 入口とマウナロア・タワー

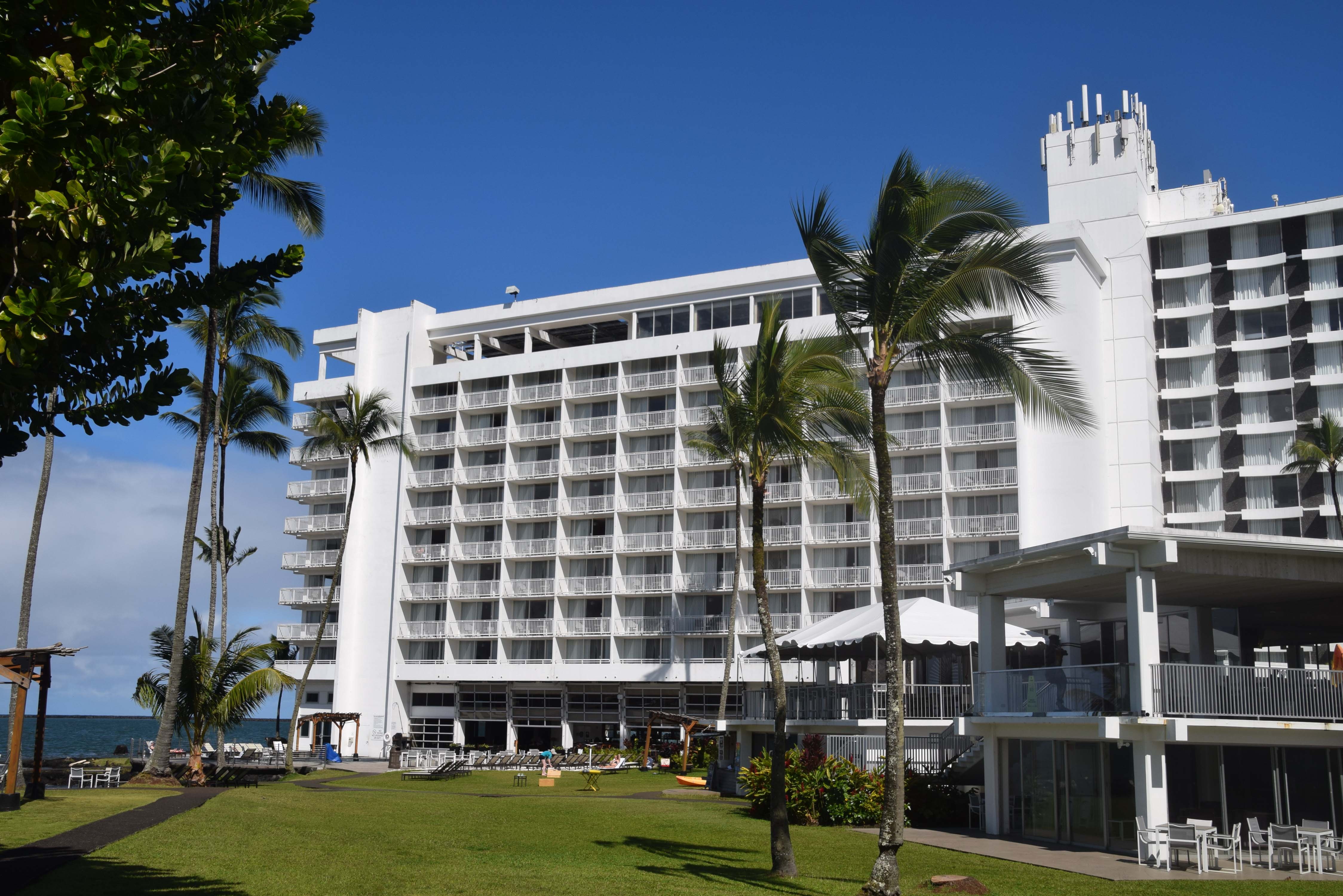
グランド・ナニロア・ホテル - マウナケア・タワー

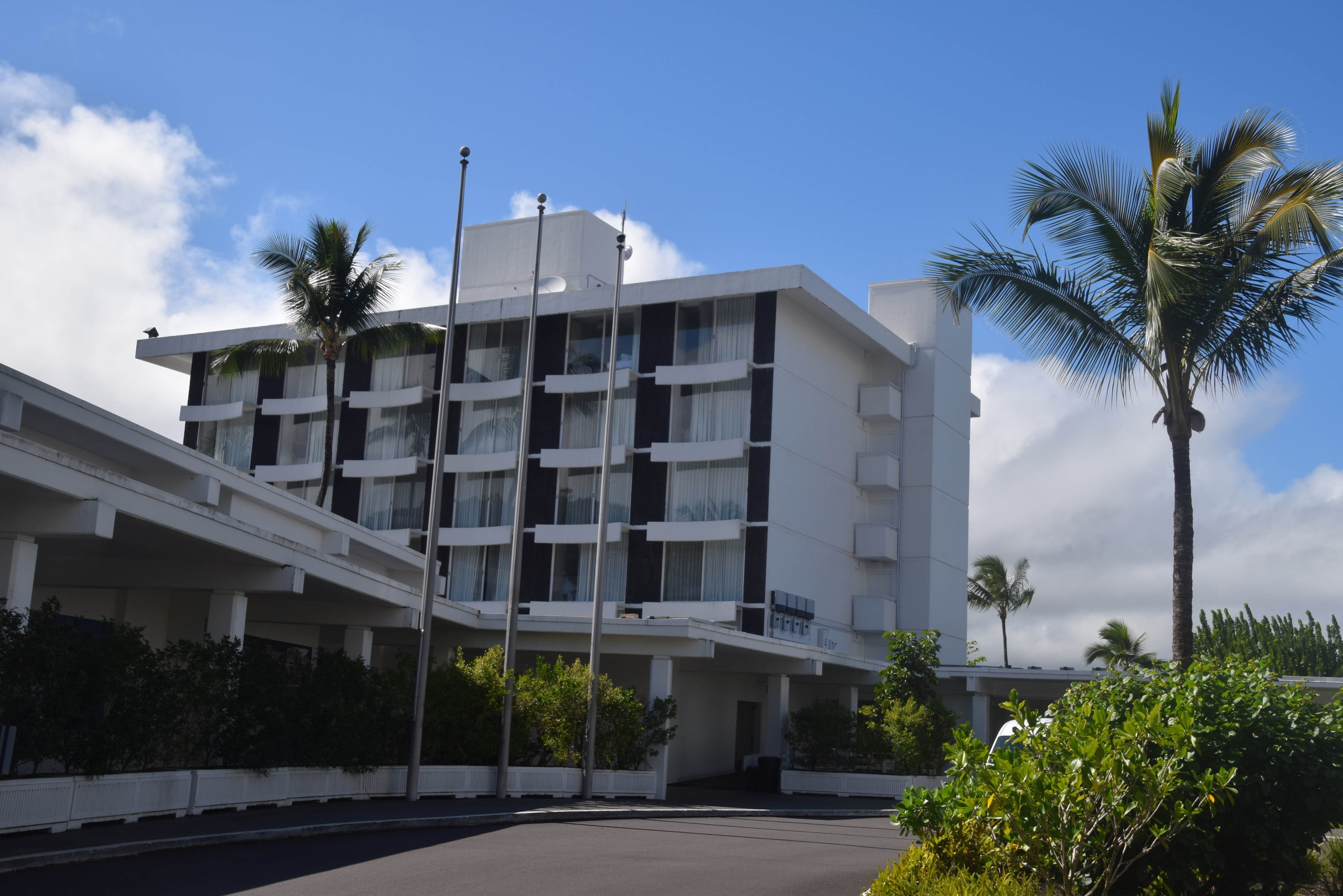
グランド・ナニロア・ホテル - キラウエア・タワー

グランド・ナニロア・ホテル（英語: Grand Naniloa Hotel）はアメリカ合衆国ハワイ州ハワイ島東部のヒロにある老舗ホテルで、ヒロ地区で最大のホテルであり、ビッグアイランドで最も長い歴史を誇る。現在は、ヒルトンホテルの一部になっている。

## 概要
グランド・ナニロア・ホテルは1939年、ヒロ湾に突き出た小さな半島（ワイアケア半島）の先で、オープンした。そこはバニヤン通りという、ハワイ風の大きな樹が茂った並木がある名所で、フランクリン・ルーズベルト大統領、ベーブ・ルースなどの有名人が訪れるたびに、バニヤン・ツリーを植えてもらっている。リリウオカラニ公園にも、ホテルから歩いて行ける。
ヒロは1946年アリューシャン地震などに伴う津波で壊滅的な被害を受けたが、町もホテルも立ち直った。ホテルは現在、マウナケア、マウナロア、キラウエアとハワイ島の火山の名を付けたタワーで構成されている。
このホテルの管理と所有は何回か変わっている。もともと地元資本であったが、2013年にはホノルルのアクア・アストン・ホテル（Aqua-Aston Hotels and Resorts）が管理を初めて、所有はタワー建設（Tower Development）に替わった。ヒルトンホテルも加わった三年に渡る改修が2016年には終り、「ダブルツリー」ホテルとして運営されている。
ホテルは海（ヒロ湾）に面していて小型プールもあるが、ハワイ島東海岸のホテルなので、西海岸のホテルのように砂浜ビーチには面していない。ホテルからカラニアナオレ・アベニュー（Kalanianaole Ave.）を東へ2、3マイル行った所にハワイ郡立海岸公園がいくつかあり、幼児を持つ家族はオネカハカハ・ビーチ公園（Onekahakaha Beach Park、旧称：内田ビーチ）の小岩の壁で守られた大きな海水溜まり（底は砂地）などで遊べる。

## 参照項目
- ヒロ・ハワイアン・ホテル
- ヴォルケノ・ハウス (Volcano House)
- ヒロの観光
- キングカメハメハ・コナビーチ・ホテル - ハワイ島西部のカイルア・コナにある老舗ホテル
- ラハイナのバニヤン・ツリー